# Académie de théâtre de Maastricht

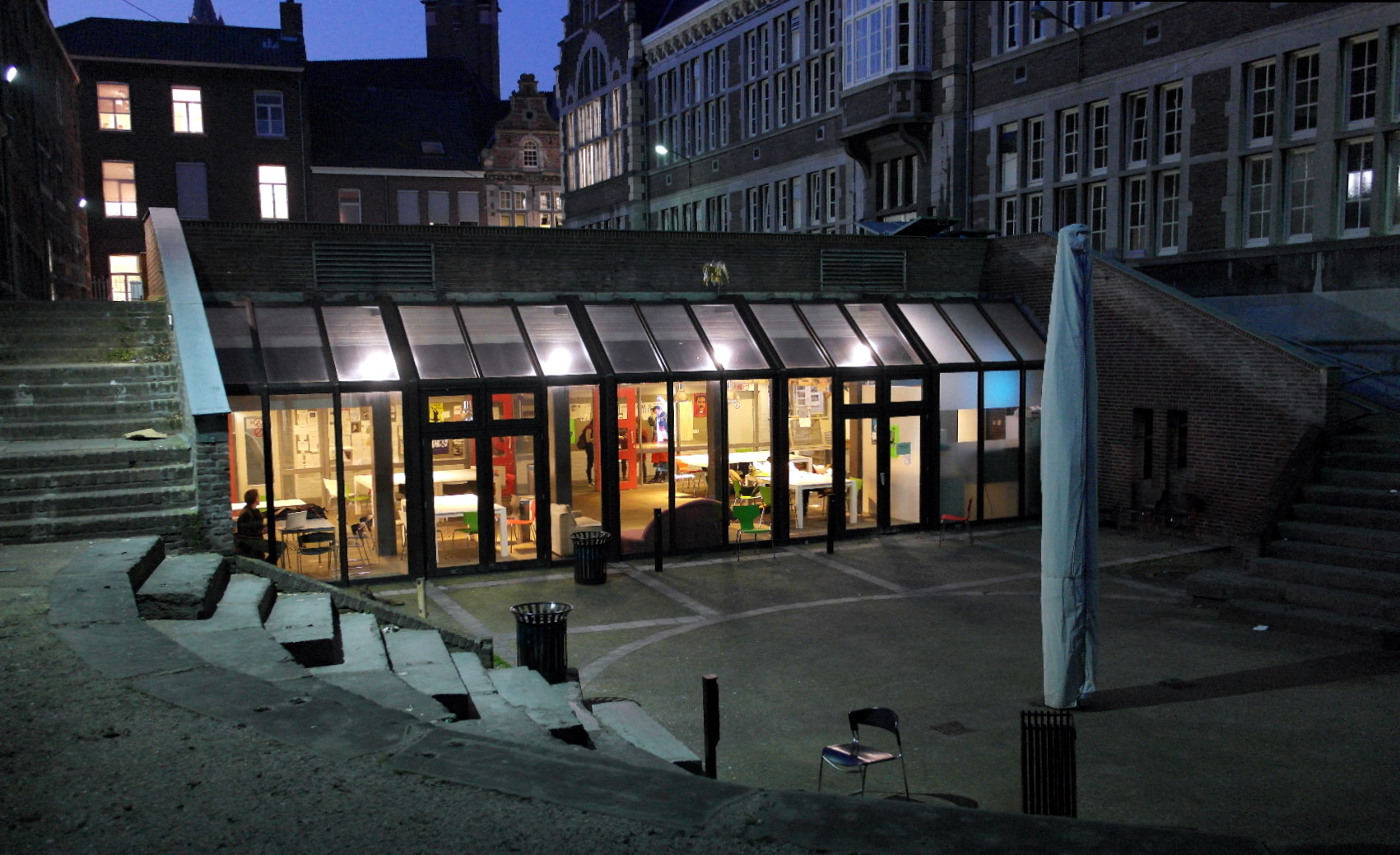
L'Académie de théâtre de Maastricht et son théâtre en plein air.

L'Académie de théâtre de Maastricht (Toneelacademie Maastricht) est une école d'art dramatique située à Maastricht, dans le Jekerkwartier.

## Histoire
L'Académie de théâtre de Maastricht fut fondée en 1950 comme pendant catholique de l'Amsterdamse Toneelschool.
Le bâtiment abritant l'Académie de théâtre est un ancien orphelinat protestant de style mosan. C'est un bâtiment classé.

## Enseignement
L'Académie de théâtre de Maastricht propose des bachelors et des masters.

## Galerie

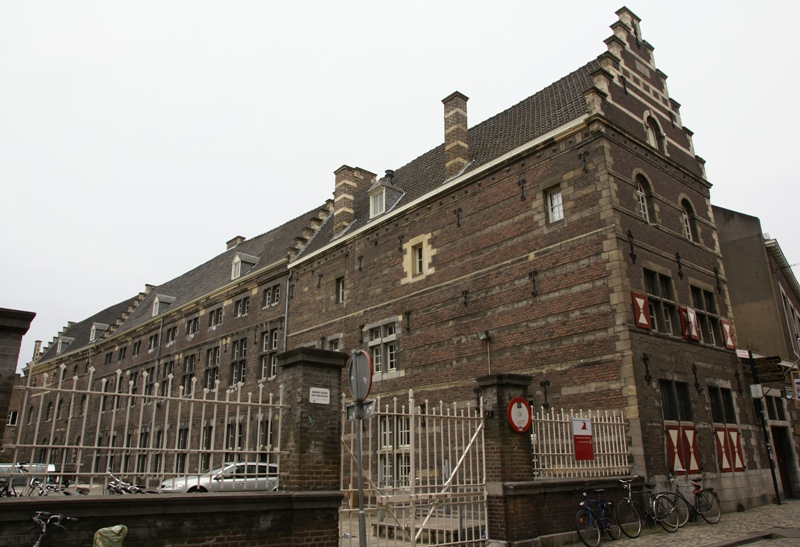
l'aile ouest
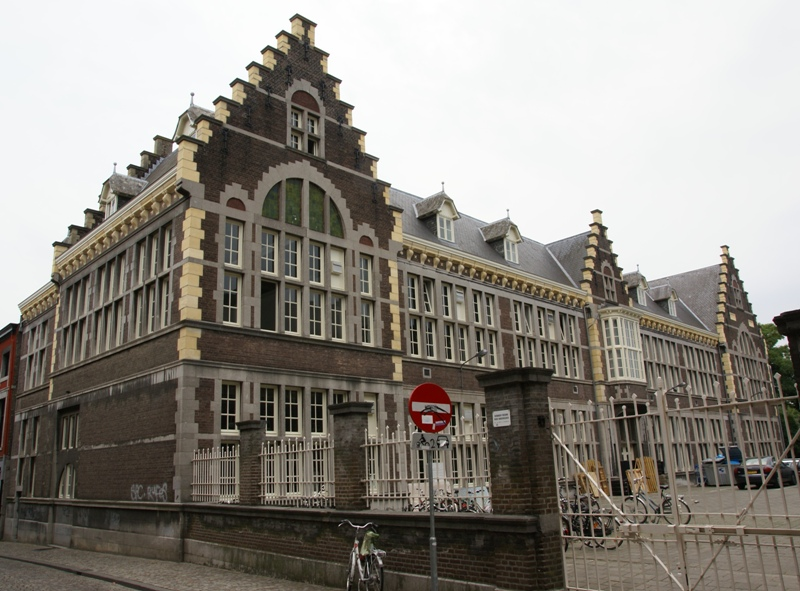
L'aile est

## Anciens élèves
Liste non exhaustive
- Thijs Berman
- Bram Bart (en)
- Peter Blok
- Pierre Bokma
- Maxime De Winne (en)
- Tijn Docter
- Tamar van den Dop
- Lore Dijkman
- Kim Hertogs
- Carice van Houten
- Melody Klaver
- Martijn Lakemeier
- Sylvia Millecam
- Hadewych Minis
- Jérôme Reehuis (en)
- Halina Reijn
- Matthijs van de Sande Bakhuyzen
- Willem van de Sande Bakhuyzen
- Ariane Schluter
- Gijs Scholten van Aschat
- Daan Schuurmans
- Johan Simons
- Huub Stapel
- Monique van de Ven
- Anna Raadsveld
- Dolf de Vries
- Jeroen Willems
- Vincent van der Valk